# Melville Clyde Kelly

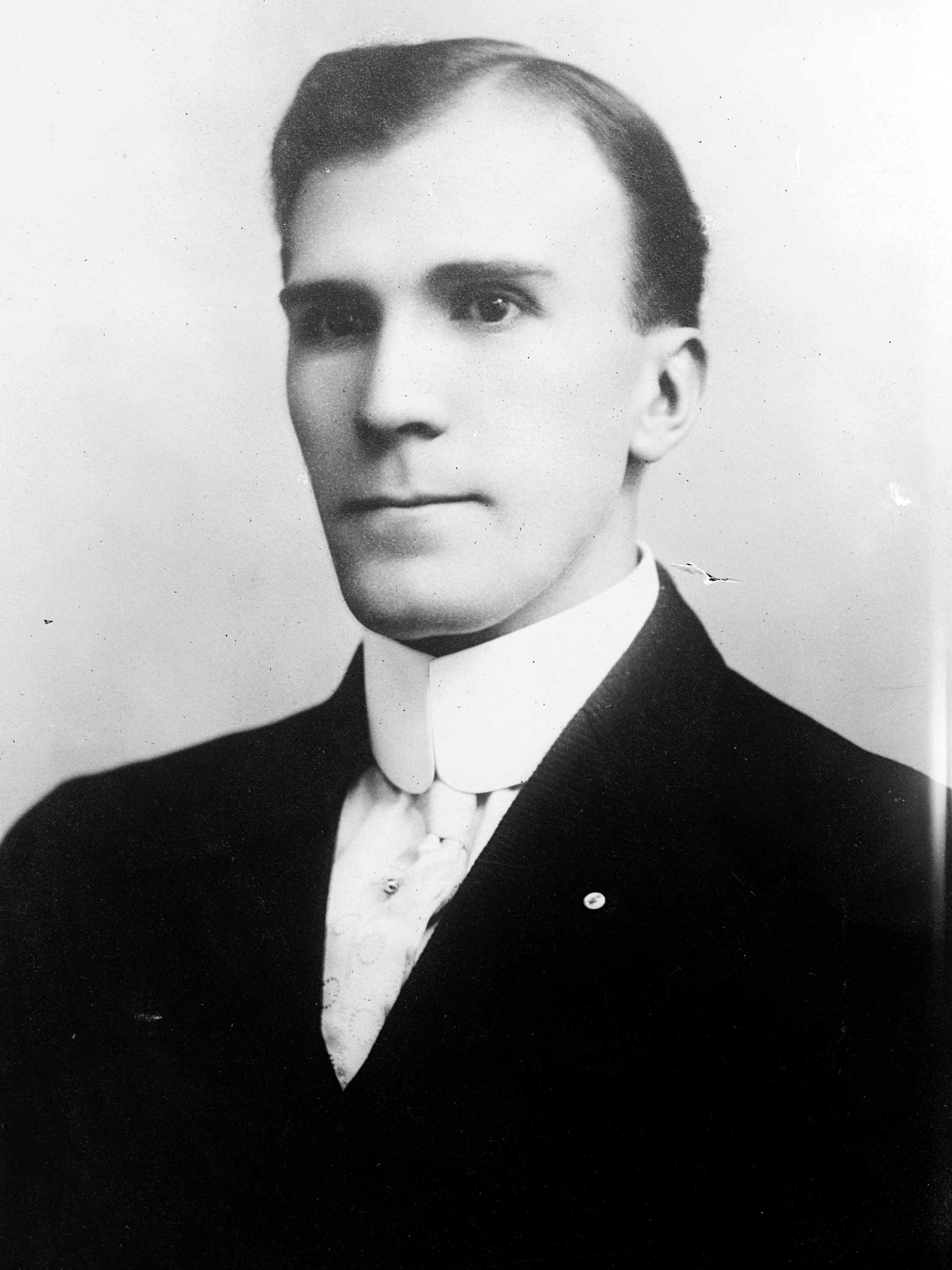
Melville Clyde Kelly (1912)

Melville Clyde Kelly (* 4. August 1883 in Bloomfield, Muskingum County, Ohio; † 29. April 1935 in Punxsutawney, Pennsylvania) war ein US-amerikanischer Politiker. Zwischen 1913 und 1915 sowie nochmals von 1917 bis 1935 vertrat er den Bundesstaat Pennsylvania im US-Repräsentantenhaus.

## Werdegang
Melville Kelly besuchte die öffentlichen Schulen seiner Heimat und das Muskingum College in New Concord. In den folgenden Jahren arbeitete er in Braddock (Pennsylvania) in der Zeitungsbranche. 1904 gründete er die Zeitung Braddock Leader; im Jahr 1907 kaufte er die Daily News und den Evening Herald, die er fusionierte und unter dem Namen Daily News-Herald herausgab. Gleichzeitig schlug er als Mitglied der Republikanischen Partei eine politische Laufbahn ein. Zwischen 1910 und 1913 saß er als Abgeordneter im Repräsentantenhaus von Pennsylvania.
Bei den Kongresswahlen des Jahres 1912 wurde Kelly im 30. Wahlbezirk von Pennsylvania in das US-Repräsentantenhaus in Washington, D.C. gewählt, wo er am 4. März 1913 die Nachfolge von John Dalzell antrat. Da er im Jahr 1914 nicht bestätigt wurde, konnte er bis zum 3. März 1915 zunächst nur eine Legislaturperiode im Kongress absolvieren. Im Jahr 1913 wurden der 16. und der 17. Verfassungszusatz ratifiziert. Dabei ging es um die bundesweite Einführung der Einkommensteuer und die Direktwahl der US-Senatoren.
Nach dem vorläufigen Ende seiner Zeit im US-Repräsentantenhaus arbeitete Kelly wieder in der Zeitungsbranche. Er schloss sich zwischenzeitlich der vom früheren Präsidenten Theodore Roosevelt gegründeten Progressive Party an. 1919 kehrte er zu den Republikanern zurück. Bei den Wahlen des Jahres 1916 wurde Kelly als Progressiver erneut im 30. Distrikt seines Staates in den Kongress gewählt, wo er am 4. März 1917 William Henry Coleman ablöste, der zwei Jahre zuvor sein Nachfolger geworden war. Nach acht Wiederwahlen konnte er bis zum 3. Januar 1935 neun weitere Legislaturperioden im US-Repräsentantenhaus verbringen. In diese Zeit fielen der Erste Weltkrieg und die Weltwirtschaftskrise. Außerdem wurden in den Jahren 1919 und 1920 der 18. und der 19. Verfassungszusatz ratifiziert. Dabei ging es um das Verbot des Handels mit alkoholischen Getränken bzw. die bundesweite Einführung des Frauenwahlrechts. Der 18. Zusatzartikel wurde 1933 durch den 21. Zusatz wieder aufgehoben. 1935 wurden erstmals die Bestimmungen des 20. Verfassungszusatzes angewendet, wonach die Legislaturperiode des Kongresses jeweils am 3. Januar endet bzw. beginnt. Seit 1933 wurde im Kongress die ersten New-Deal-Gesetze der Roosevelt-Regierung verabschiedet, denen Kellys Partei eher ablehnend gegenüberstand.
Melville Kelly vertrat bis 1923 den 30., von 1923 bis 1933 den 33. und ab 1933 den 31. Distrikt seines Staates im Kongress. Im Jahr 1934 wurde er nicht wiedergewählt. Danach war er im Zeitungsgeschäft tätig. Er starb am 29. April 1935 in einem Krankenhaus in Punxsutawney an einer Schussverletzung, die er sich versehentlich beim Reinigen eines Gewehrs zugezogen hatte.